# NEC Nijmegen

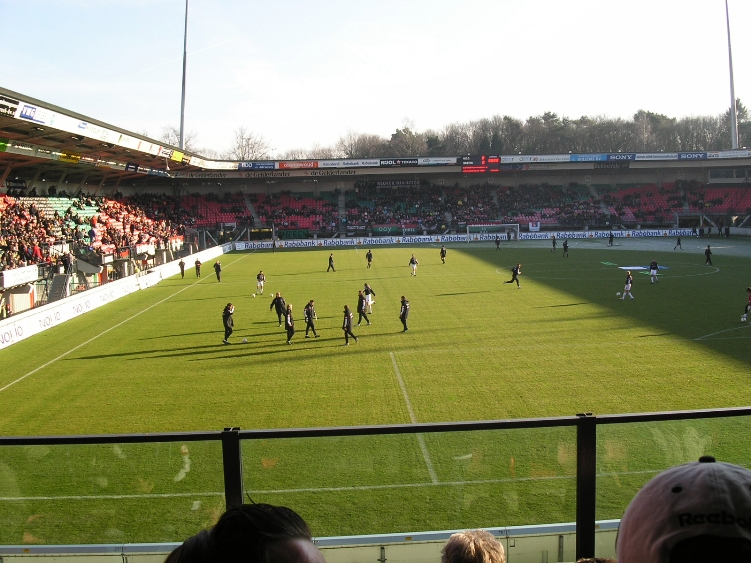
Goffertstadion

NEC Nijmegen (celým názvem Nijmegen Eendracht Combinatie, zkráceně NEC) je nizozemský fotbalový klub z Nijmegenu, který byl založen 15. listopadu 1900 pod názvem Eendracht (česky Jednota). V roce 1903 se sloučil s Nijmegenem a přejmenoval se na Nijmegen Eendracht Combinatie. Jeho hřištěm je od roku 1939 stadion Goffertstadion s kapacitou 12 500 diváků. V sezóně 2013/14 se umístil na sestupové 17. příčce první ligy. V následujícím ročníku 2014/15 vyhrál nizozemskou druhou ligu a do Eredivisie se vrátil.

## Úspěchy
- Eerste Divisie: 2× vítěz (1974/75, 2014/15)[4]
- Nizozemský fotbalový pohár: 4× finalista (1972/73, 1981/82, 1993/94, 1999/00)[5]

## Známí hráči
- Rob Wielaert [6]
- Lasse Schöne [7]
- Björn Vleminckx [8]

## Čeští hráči v klubu
Zde je seznam českých hráčů, kteří působili v NEC Nijmegen:
- Pavel Čmovš [9]